# Schottegat

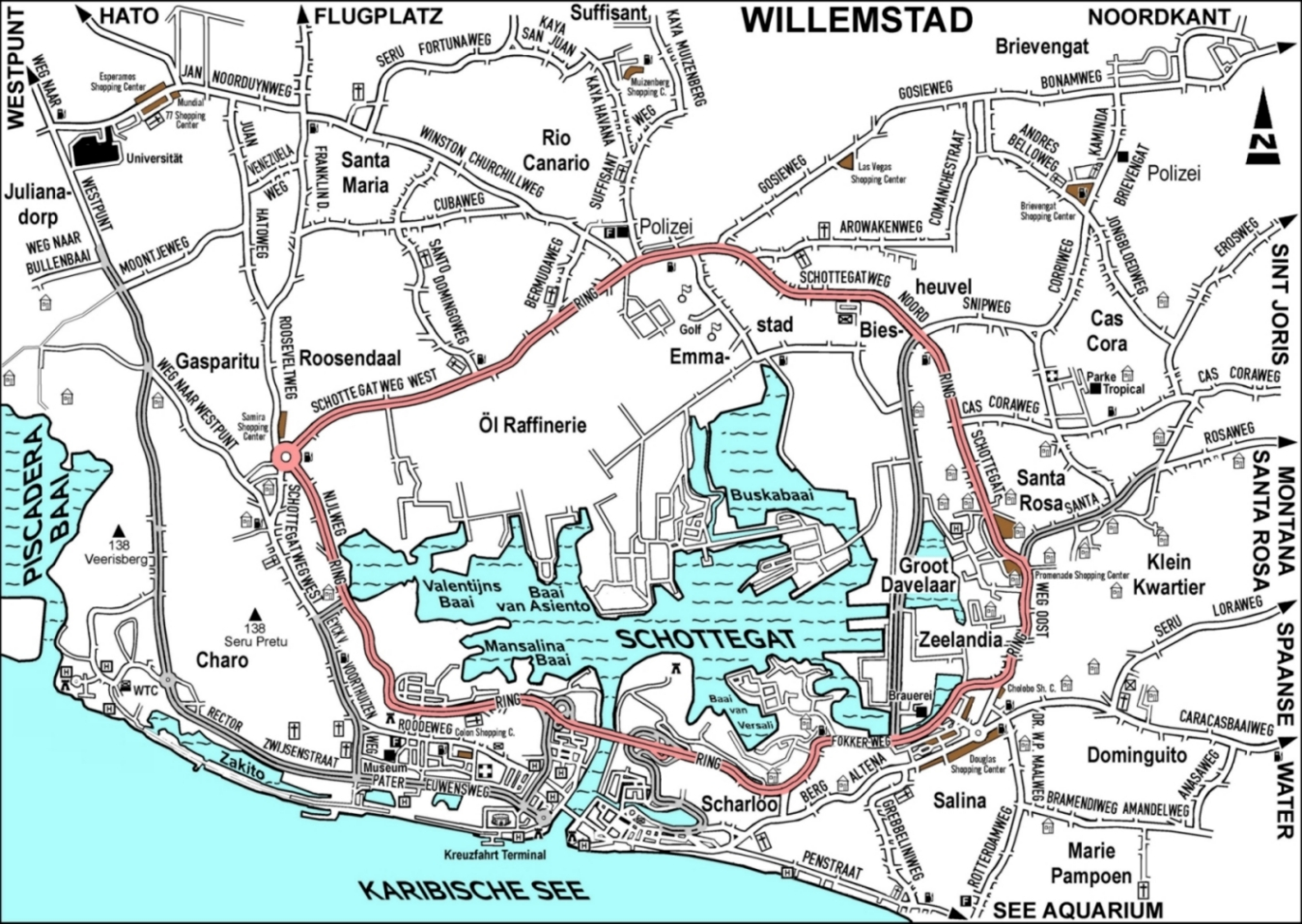
het Schottegat in Willemstad

Het Schottegat is een baai en natuurlijke haven op het eiland Curaçao, door de Sint Annabaai verbonden met de Caraïbische Zee.
Het Schottegat ligt tegenwoordig geheel in Willemstad.
Aan het Schottegat liggen onder meer:
- Isla, schiereiland met de Isla raffinaderij, Fort Nassau en een fort uit 1797

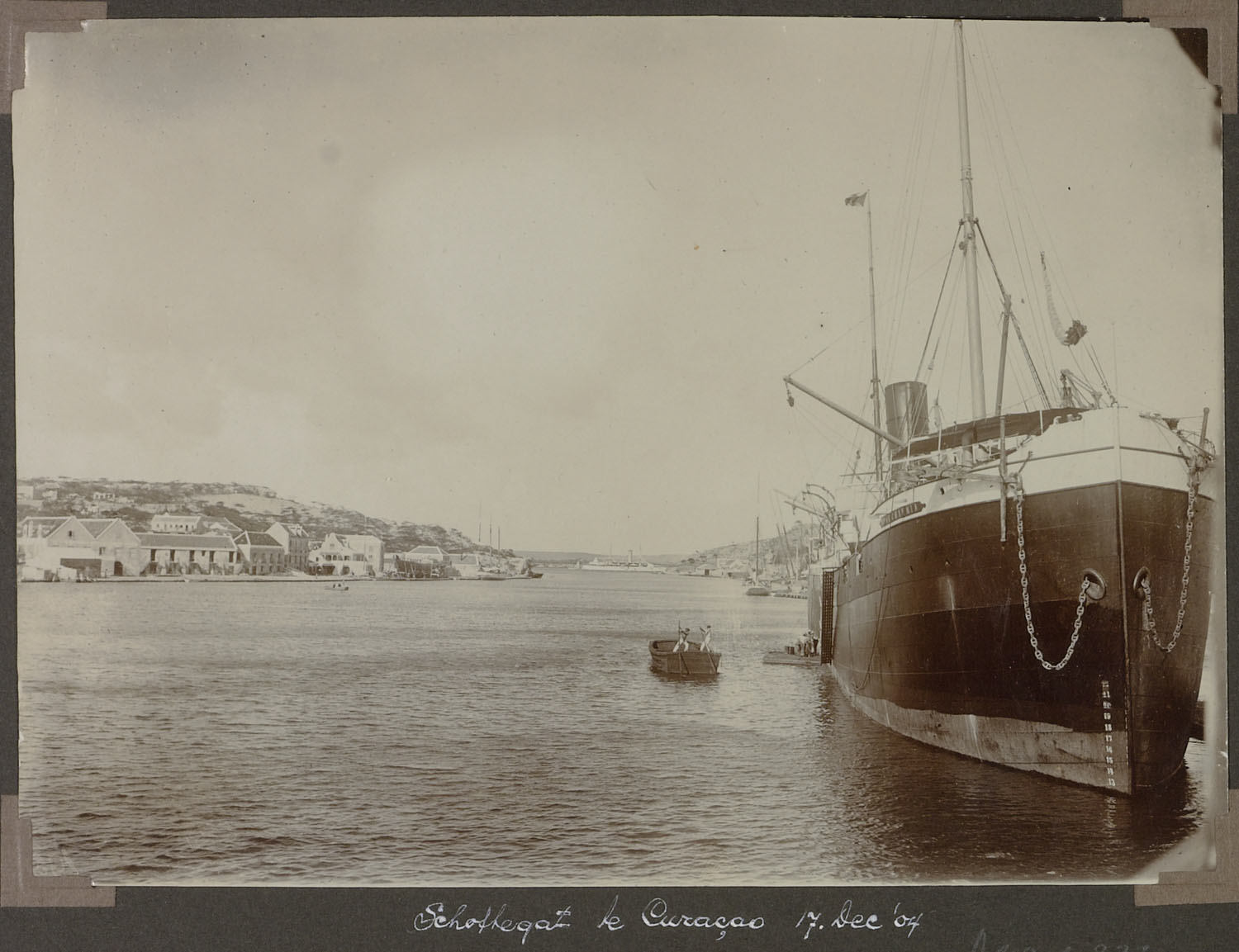
Ingang van het Schottegatbaai aan het begin de van 20ste eeuw.

- Marinebasis Parera